# Duval et Moretti
Duval et Moretti est une série télévisée française en 21 épisodes de 52 minutes diffusée entre le 2 juillet 2008 et le 13 août 2008 sur M6.
La série a été également diffusée sur ETB 2 (en espagnol), sur TV3 (en catalan), sur TVG (en galicien) et sur RTV Pink (avec sous-titres serbes) .

## Synopsis
Les lieutenants Duval et Moretti, inséparables flics et amis, travaillent sous la houlette de Paloma Ruiz, une commissaire à la main de fer, avec l'aide de leur indic' préféré, César.

## Distribution
- Alexandre Brasseur : Lieutenant David Moretti
- Emmanuel Patron : Lieutenant Vincent Duval
- Rebecca Hampton : Le commissaire Paloma Ruiz
- Magloire Delcros-Varaud : César
- Arthur Jugnot : Nico Moretti
- Julien Crampon : Julien Duval
- Gaëtan Wenders : le chef des dealers

## Fiche technique
- Réalisateurs : Dominique Guillo, Denis Amar, Dennis Berry, Bruno Garcia, Olivier Jamain, Jean-Pierre Prévost
- Production : Italique Productions, M6 Métropole Télévision, Pegasus TV
- Principaux lieux de tournage : Noisy-le-Sec, Place de la République (Paris)

## Épisodes
1. L'Équipée mortelle
2. Le Retour de Vanessa
3. En fuite
4. Les absents ont toujours tort
5. Une odeur de poudre
6. Haute couture
7. Otages
8. Un sacré dilemme
9. César à deux doigts de la mort
10. Le Frère de Moretti
11. Seule au monde
12. Carton rouge
13. Une affaire de nez
14. La Nouvelle Coéquipière
15. Compte à rebours
16. Dangereuses Doublures
17. Paloma en danger
18. L'Imposteur
19. Héros d'un jour
20. Frères d'âme
21. Drôle de justice

## Commentaires
- La série est librement inspirée de Starsky et Hutch.
- La musique a été composée par Sinclair.
- Alors que Starsky et Hutch roulaient en Ford Torino, les 2 lieutenants français possèdent une Mazda RX-8.